# Plainfield (New Hampshire)
Plainfield è un comune degli Stati Uniti d'America facente parte della contea di Sullivan nello stato del New Hampshire.